# Elsa-Marianne von Rosen

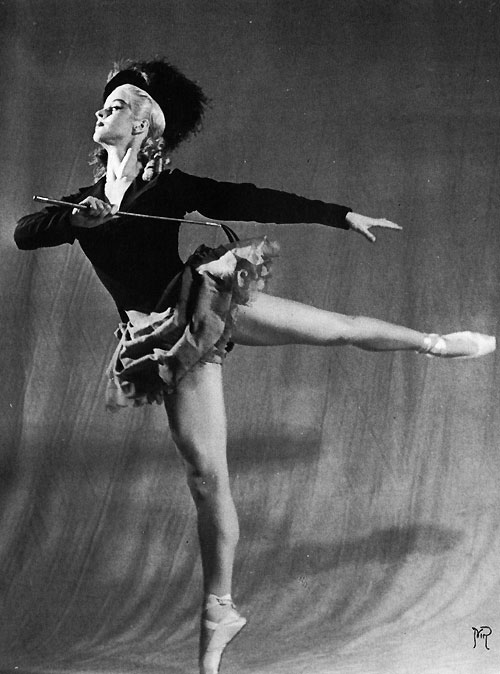
Elsa-Marianne von Rosen (1950)

Elsa-Marianne von Rosen (* 21. April 1924 in Stockholm, Schweden; † 7. September 2014 in Kopenhagen, Dänemark) war eine schwedische Balletttänzerin, Choreografin und Schauspielerin.

## Leben
Rosen, die Tochter des Adeligen Reinhold von Rosen und seiner ersten Ehefrau Elisabeth Österyd, war in ganz Skandinavien tätig. Ihre aktive Karriere begann 1939 und endete 1970. Im Jahr 1984 erhielt sie die „Royal Medal of Merit Litteris et artibus“. Die Schwedin führte Regie in Ballettproduktionen in Monaco, den Vereinigten Staaten, im Vereinigten Königreich und Russland. Von 1970 bis 1976 war sie die Leiterin des Ballettensembles im Stora teatern in Göteborg und von 1980 bis 1987 leitete sie das Malmöbaletten in Malmö.
1950 heiratete sie den Editor Allan Fridericia (1921–1991). Das Ehepaar zog kurz nach der Eheschließung nach Dänemark um. Elsa-Marianne von Rosen starb am 7. September 2014 90-jährig in Kopenhagen eines natürlichen Todes.

## Filmografie (Auswahl)
- 1939: Skanör-Falsterbo
- 1940: Kyss henne!
- 1941: Det sägs på stan
- 1950: Ung och kär
- 1953–1955: Tales of Hans Anderson (Fernsehserie, 2 Episoden)
- 1954: Balettprogram
- 1957: Med glorian på sned
- 1958: Jazzgossen
- 1959: Fröken Julie (Fernsehfilm)
- 1967: Lorden från gränden (Fernsehfilm)
- 1970: The Only Way